# TMEM18
TMEM18 (англ. Transmembrane protein 18) – білок, який кодується однойменним геном, розташованим у людей на короткому плечі 2-ї хромосоми.  Довжина поліпептидного ланцюга білка становить 140 амінокислот, а молекулярна маса — 16 265.
| 10         |  | 20         |  | 30         |  | 40         |  | 50         |
| ---------- |  | ---------- |  | ---------- |  | ---------- |  | ---------- |
| MPSAFSVSSF |  | PVSIPAVLTQ |  | TDWTEPWLMG |  | LATFHALCVL |  | LTCLSSRSYR |
| LQIGHFLCLV |  | ILVYCAEYIN |  | EAAAMNWRLF |  | SKYQYFDSRG |  | MFISIVFSAP |
| LLVNAMIIVV |  | MWVWKTLNVM |  | TDLKNAQERR |  | KEKKRRRKED |  |            |

A: Аланін

C: Цистеїн

D: Аспарагінова кислота

E: Глутамінова кислота

F: Фенілаланін

G: Гліцин

H: Гістидин

I: Ізолейцин

K: Лізин

L: Лейцин

M: Метіонін

N: Аспарагін

P: Пролін

Q: Глутамін

R: Аргінін

S: Серин

T: Треонін

V: Валін

W: Триптофан

Задіяний у таких біологічних процесах як транскрипція, альтернативний сплайсинг. 
Білок має сайт для зв'язування з ДНК. 
Локалізований у цитоплазмі, ядрі, мембрані.